# Polypodium pyrifolium
Polypodium pyrifolium là một loài dương xỉ trong họ Polypodiaceae. Loài này được Goldm. mô tả khoa học đầu tiên năm 1843.
Danh pháp khoa học của loài này chưa được làm sáng tỏ. 